# 熔巖
《熔巖》（日语： Maguma）是日本音樂組合B'z的主唱稻葉浩志的SOLO出道專輯。於1997年1月29日由Rooms RECORDS發行。

## 概要
根據稻葉的說法表示，由於自B'z的16th單曲（心願）起自身亦會參與編曲，因此同時自己也開始製作樂曲。本作即是在那些樂曲的庫存積攢到足以製作1張專輯時所發表的作品。
並陳述了日後亦會持續進行SOLO活動的原因是「由於在作為B'z製作等各種經驗中，會對於在B'z以外表達自己時會發生什麼感興趣」。
在本專輯中，稻葉不僅作詞，亦進行了作曲及口琴演奏等。
作為本專輯發售紀念，製作了限量500張的宣傳用黑膠唱片。唱片封面亦使用了與CD不同的寫真。此外，由於將本黑膠唱片送給了承蒙關照的工作人員等人，因此現在已成為非常難以得手的稀有物件。
亦是擁有親密交情的演員勝新太郎畢生都會持續聆聽的專輯。
成為了既無收錄單曲、亦無商業搭配的原創專輯達成百萬銷量，創下了日本史上的首次紀錄。
此外，除了（按下那個switch）（無愛之路）以外，全部皆製作了有稻葉本人歌唱的MUSIC VIDEO，在『NO.』『CD NEWS』等音樂節目上，以及1997年專輯發售當時的『COUNT DOWN TV』專輯全曲介紹中，播放了全收錄曲的MUSIC VIDEO。

## 收錄曲
1. (2:15)
本曲是一首在專輯樂曲出齊後，由抱以「專輯曲目1想用這樣的歌曲開場[原文 2]」之心意製作而成的樂曲[8]，演奏時長僅2分15秒。
在自身首次的SOLO巡迴演唱會『Inaba Koshi LIVE 2004 〜en〜』中亦是用本曲綴飾了開場。
在MUSIC VIDEO裡並無直接歌唱，但收錄了在佈滿多層印刷上「CAUTION」的黃色禁止進入警示帶中，身著黑色襯衫的稻葉本人佇立其中的模樣。
2. （唇）(4:15)
原曲始於B'z專輯『LOOSE』時[9]。
3. （按下那個switch）(3:33)
根據稻葉表示「鼓機Loop（英语：Drum machine）與山木先生（日语：山木秀夫）的爵士鼓之間連結得很棒[原文 3]」[10]。
在『Koshi Inaba LIVE 2014 〜en-ball〜』上是首次於演唱會上演奏。
4. (4:46)
在DEMO階段是僅演奏了吉他，但最終已更改為民族調的節奏模式[10]。
亦製作了Full Size的MUSIC VIDEO，是由身著黑色西裝與紅色襯衫，戴著墨鏡的稻葉本人，一邊乘坐在由外國女性所駕駛的敞篷車內一邊歌唱的模樣，以及身著黑色皮草大衣，一邊靠在敞篷車上一邊歌唱的模樣等所構成之影像。在4th專輯『Hadou』的初回限定盤附屬DVD中收錄了此MUSIC VIDEO[11]。
經常在SOLO演唱會上演奏，亦有在『B'z LIVE-GYM '98 "SURVIVE"』上披露。
5. （無法成眠是誰的錯）(4:02)
根據稻葉表示「想用爵士吉他的八度音奏法來做連複段（Riff）[原文 4]」。此外，亦談及了「用海綿作為貝斯弱音器的主意很有趣[原文 5]」[10]。
6. (6:36)
由風琴獨奏揭開序幕的樂曲，演奏時長為6分34秒，是在稻葉的樂曲中最長的一首。
是1995年時在巴黎完成的曲子，據說在製作當時便已是現在的長度[12][10]。
7. (5:00)
稻葉本人將在亞利桑那州獨自旅行所獲得的體驗作為基礎[4]。
8. （氣球）(3:53)
採用了質樸的鋼琴伴奏與稻葉的低音主唱，並且能隨處聽見大提琴及法國號。
在『B'z LIVE-GYM Pleasure'97 "FIREBALL"』上披露時，稻葉自身用Fender Rhodes（日语：ローズ・ピアノ）替代了鋼琴，在前奏、間奏等亦演奏了藍調口琴。在SOLO巡演上是於『Koshi Inaba LIVE 2016 〜enIII〜』的安可曲中被首次披露。
9. （乾脆來個颱風好了）(3:09)
歌詞中出現的伊織（イオリ），是稻葉以前所飼養的貓。
旋律是在帶狗散步時想到的，回家後便一口氣製作了出來[12]。
MUSIC VIDEO是由深夜中一邊窺視著房間裡的冰箱一邊歌唱的模樣所構成之影像。
10. （燃燒之人）(3:57)
由吉他連複段（日语：リフ）（Guitar Riffs）揭開序幕，在間奏中稻葉的歌聲臨摹了吉他連複段。
是一首完成於專輯製作初期的樂曲，以最先思考連複段製作而成。稻葉表示「採用這種方法，好像Led Zeppelin。只要連複段出來後總會有辦法（笑）[原文 6]」[8]。
11. （一無所有的城市）(2:49)
小調的巴薩諾瓦。在結尾使用了聲碼器。
曲子的樂想是在『B'z LIVE-GYM '96 "Spirit LOOSE"』巡演前的旅館裡製作的[12]。
12. (2:15)
器樂曲。在4分7拍子這樣的複節拍中，樂曲前半僅由打擊樂器及人的吆喝聲所構成。採用了猶如非洲音樂般的複節奏，以許多打擊樂器所組成。自樂曲後半，開始刻入帶有失真的電吉他連複段，亦緊密結合了搖滾鼓。
13. (4:32)
是一首詞語很多，樂譜亦相當縝密的樂曲。
扭曲（日语：ディストーション (音響機器)）效果的原聲貝斯（日语：アコースティック・ベース），是來自明石昌夫的演奏[8]。
曲中出現的犬鳴聲，是來自稻葉的飼犬「BUB」[4]。
14. （無愛之路）(4:32)
使用了一段稻葉出身地岡山的方言。
在2004年的SOLO巡演上作為自新潟公演以後的最後一首安可曲，在『Koshi Inaba LIVE 2016 〜enIII〜』上作為每日替換的最後一首安可曲。
15. (6:12)
結尾的滑音管吉他，據說是來自受到Jeff Beck的樂曲影響[9]。

## 製作人員
- 稻葉浩志：主唱・作詞（#1-11.13-15）、全曲作曲・編曲、藍調口琴（#7.9.13）、打擊樂器（#2.3.5.12）、聲碼器（#11）、和聲
- 寺島良一：全曲編曲、吉他（#1-7.9.11-15）、貝斯（#12）、E.Mandolin（#13）、Drum Loop programming（#2.3）、節奏合成器（#4.11）、打擊樂器（#12）
- 山木秀夫（日语：山木秀夫）：爵士鼓（#1.3.5-7.15）、Drum Loop（#7）
- 野村昌之（日语：野村昌之）：Drum Loop（#13）
- 青山純（日语：青山純）：爵士鼓（#2.9.10.12-14）
- 中村"キタロー"幸司：貝斯（#1.5.6.15）
- 明石昌夫：貝斯（#2.3.7.9.10.13.14）
- 坂井紅介：低音提琴（#11）
- 青木智仁（日语：青木智仁）：無品貝斯（英语：Fretless Bass）（#4）
- 松浦善博：滑音管吉他獨奏（#15）
- 關將（日语：関将）：吉他（#10）
- 小野塚晃（日语：小野塚晃）（from DIMENSION（日语：DIMENSION））：Hammond B-3（英语：Hammond organ）（#3.5-7.10.14）、Wurlitzer（#1.15）、鋼琴（#8.14.15）、打擊樂器（#12.14）、Moog（英语：Moog Synthesizer）（#6）
- 數原晉（日语：数原晋）：小號（#5）
- 藤田乙比古：法國號（#8）
- 小貫詠子：大提琴（#8.15）
- 池田大介（日语：池田大介 (編曲家)）：弦樂器&法國號編曲（#8.15）
- 横山崇：非洲鼓（#12）
- 安田稔：非洲鼓（#12）
- SHINSUKE ODA （ADING）：Voice（#9）

## 腳註

### 出典
1. ↑  . THE RECORD (日本唱片協會). 1997年4月, (No.449): 9  [2020-07-23]. （原始内容存档于2016-09-24）.
2. ↑  . 日本唱片協會. 1997-02  [2020-01-21]. （原始内容存档于2018-01-19）.
3. ↑  . 日本唱片協會. 1998  [2020-01-21]. （原始内容存档于2019-06-23）.
4. 1 2 3  . B'z Party.
5. ↑  . Excite Japan. 2016-04-23: 2  [2020-05-01]. （原始内容存档于2021-01-30）. |program=被忽略 (帮助)
6. ↑  . Yahoo!新聞 / THE PAGE. 2016-01-10  [2020-02-07]. （原始内容存档于2016-01-19）.
7. ↑  . 淘兒唱片.   [2020-02-07]. （原始内容存档于2020-02-06）.
8. 1 2 3  mfm I 2013，第37頁.
9. 1 2  . M-ON! Entertainment Inc.. 1996年12月號.
10. 1 2 3 4   79. B'z Party. 2008-10.
11. ↑  . 音樂Natalie (株式會社Natasha). 2010-07-01  [2020-05-01]. （原始内容存档于2020-01-02）.
12. 1 2 3  mfm I 2013，第34頁.